# Doctor Music Festival
El Doctor Music Festival va ser un macrofestival de tres dies que va tenir lloc a Escalarre, Lleida. Atès que la seva primera edició va tenir lloc el 1996 se'l considera el primer macrofestival de l'estat espanyol. L'organitzava la promotora musical Doctor Music i va tenir tres edicions a Escalarre, una a Llanera i una edició amb un format més petit a la ciutat de Barcelona sota el nom de Doctor Music Day.

## Edicions

### Primera edició (1996)
Es va celebrar a Escalarre els dies 12, 13 i 14 de juliol de 1996. Van actuar-hi, entre d'altres, David Bowie, Suede, Sepultura, Iggy Pop, Lou Reed, Blur, Slayer, Patti Smith, Bad Religion, Massive Attack, Ja t'ho diré, Pau Riba i Albert Pla.

### Segona edició (1997)
Es va celebrar a Escalarre els dies 11, 12, 13 de juliol de 1997. Van actuar-hi, entre d'altres, Alice Cooper, David Byrne, Extremoduro, Megadeth, NOFX, Rage Against the Machine, Simple Minds, Sinead O'Connor, Sopa de Cabra i Texas.

### Tercera edició (1998)
Es va celebrar a Escalarre els dies 9, 10, 11 i 12 de juliol de 1998. Van actuar-hi, entre d'altres, Bob Dylan, Beastie Boys, Deep Purple, Hamlet, Nick Cave, Pulp, The Corrs, Lax'n'busto i Whiskyn's.

### Quarta edició (2000)
Va canviar d'ubicació, tenint lloc a Llanera, Astúries, els dies 21, 22, 23 de juliol de 2000. Va comptar amb les actuacions de Beck, Dover, Hamlet, Lou Reed, Muse i Pet Shop Boys.

### Cinquena edició (2003)
Es va tractar d'una edició d'un sol dia, el 21 de juny de 2003, de 17 hores de música seguida, a l'Estadi Olímpic de Barcelona. Van encapçalar el festival Metalica i Evanescence. Aquest event es va anomenar Doctor Music Day i es va dur a terme en subsitució d'un festival de tres dies que s'havia de celebrar com les edicions anteriors a Escalarre i havia de comptar amb R.E.M. com a caps de cartell.

### Edició cancel·lada (2019)
El 2016, la promotora del festival va anunciar una edició de reestrena que s'havia de celebrar el 2019 a la ubicació de les primeres edicions a Escalarre, que havia de comptar amb les actuacions de The Strokes, The Smashing Pumpkins, Rosalía, The Chemical Brothers o King Crimson entre d'altres, però un informe desfavorable de l'Agència Catalana de l'Aigua als pocs mesos de celebrar-se notificava dels riscos d'inundació del lloc de celebració en cas de pluja, fet que va denegar els permisos de celebració del festival, malgrat que aquest va ser celebrat en les edicions anteriors al mateix lloc i eren força els reclams de la economia local per a que aquest es dugués a terme.
Les entitats ecologistes s'oposaren fermament a la celebració del festival. Ipcena i Rius amb Vida demaren a l'Agència Catalana de l'Aigua (ACA) i la Confederació Hidrogràfica de l'Ebre (CHE) que impedissinn el Doctor Music Festival, a Escalarre, que s'havia de celebrar en un espai natural inundable. Denuncieren que és un acte "temerari" i d'"irresponsabilitat absoluta" per la seguretat de les persones i que té un greu impacte ambiental. Els organitzadors pretenien duplicar l'espai afectat, passant de 70 a 140 hectàrees, i portar més de 50.000 persones fins a Escalarre. "Des d'una perspectiva ambiental és una autèntica barbaritat", Denunciaren els efectes del soroll del festival amb el període de cria de les espècies que viuen a l'espai natural de la Mollera d'Escalarre, espai de cria d'aus integrat a la Xarxa Natura.
El festival va ser traslladat al Circuit de Catalunya, cosa que va provocar la devolució d'una bona part dels abonaments, i que va acabar desencadenant en la cancel·lació del festival. Per part del públic, l'organització va rebre crítiques per haver promocionat el festival i haver venut les entrades sense haver obtingut prèviament tots els permisos. Per la seva part, l'organitzador Neo Sala va criticar la duresa amb la qual l'ACA va aplicar els criteris d'inundabilitat. Altres veus van indicar que el fracàs del festival es devia la manca d'interès del públic i l'escassa venda d'entrades.